# Ципорин, Марк Иосифович
Марк Иосифович Ципорин ( 19 мая 1904, Гомель Могилевской губернии — 1988 ) — советский кинооператор и режиссёр, основатель Куйбышевской студии кинохроники.

## Биография
Окончил Ленинградский фотокинотехникум (1951). С 1927 по 1968 год — оператор Средневолжского отделения Совкино — Куйбышевской студии кинохроники, основатель Куйбышевской студии кинохроники. Работал в научно-популярном кино и кинохронике. Жил и работал в Самаре.

## Фильмография

### Оператор
- 1928 — Средняя Волга (киножурнал)
- 1930 — Очерк о мясосовхозе
- 1930 — Первомай
- 1932 — 15-й Октябрь
- 1933 — Крокодил на транспорте
- 1934 — Письмо безенчукских колхозников т. Сталину
- 1935 — Член правительства
- 1936 — Жигулевская кругосветка
- 1937 — Главный юбилей
- 1938 — Гидроузел на Волге
- 1938 — О весеннем севе
- 1939 — Величайший в мире
- 1940 — Звено победителей
- 1940 — Под белыми куполами
- 1940 — Советская Мордовия
- 1940 — На Волге
- 1940 — Физкультпарад
- 1940 — Праздник коня
- 1941 — Первомай
- 1943 — Мы — сталинградцы
- 1945 — День Победы
- 1951 — Большой волжский проплыв
- 1951 — Областная пензенская сельхозвыставка
- 1951 — Страна великой стройки
- 1951 — Строительство Куйбышевской ГЭС
- 1952 — На Пензенской сельхозвыставке
- 1952 — Стахановский завод
- 1953 — На стройке ГЭС
- 1953 — Пензенская сельхозвыставка
- 1954 — Колхозный трудодень
- 1955 — Пензенская сельхозвыставка
- 1955 — Юбилей Советской Мордовии
- 1963 — Как живешь, человек?

### Режиссёр
- 1928 — Средняя Волга (киножурнал)
- 1930 — Очерк о мясосовхозе
- 1930 — Первомай
- 1936 — Жигулевская кругосветка
- 1955 — Пензенская сельхозвыставка